# Ali Bayramov-klubben

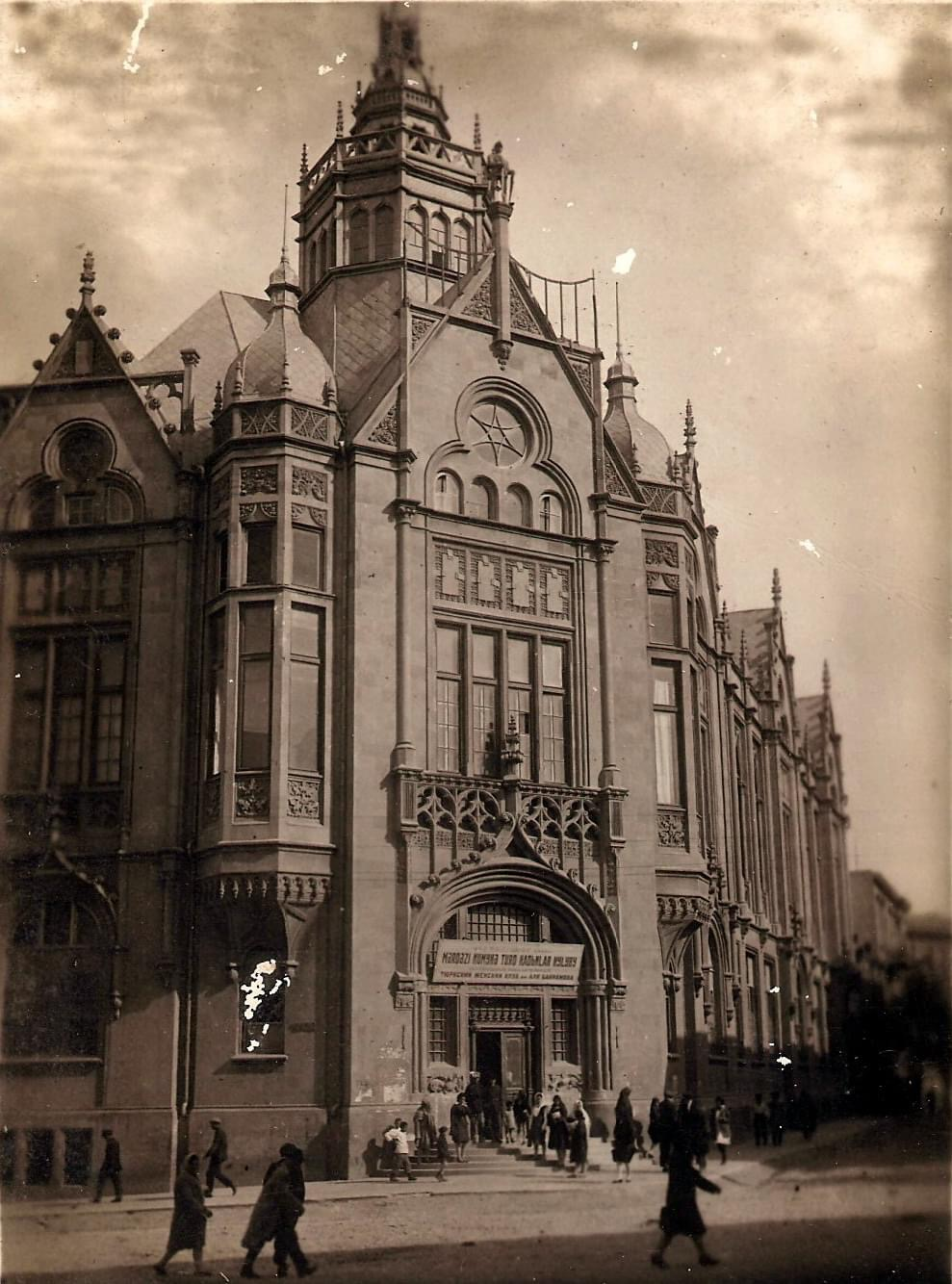
Səadət Sarayı (1920-ci illər)

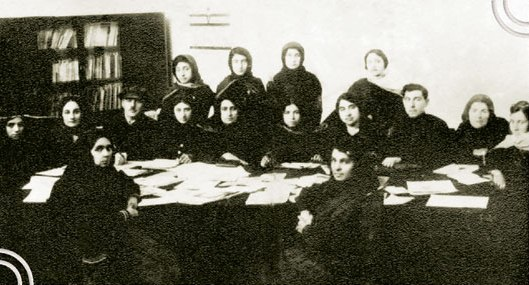
Əli Bayramov adına Qadın klubunun idarə heyətinin üzvləri

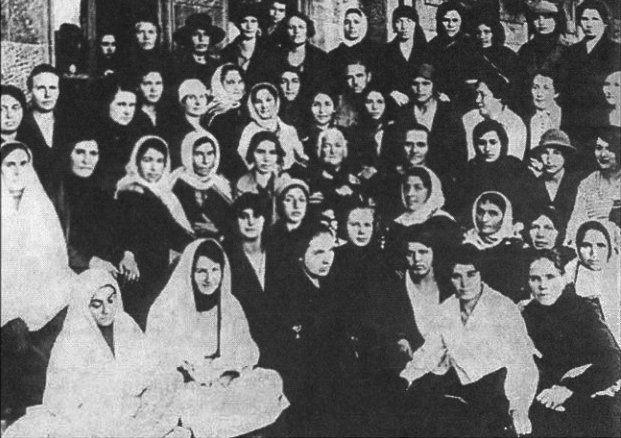
Баку. Клара Цеткин в женском клубе им. Али Байрамова, 1924

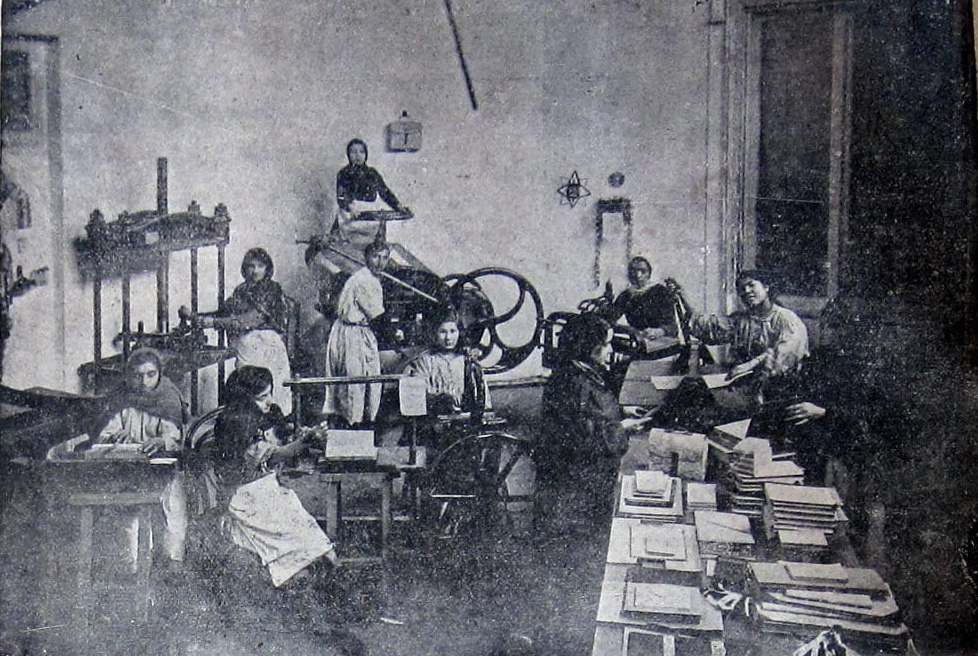
Əli Bayramov Əməkçi Türk Qadınları Klubu yanında cildxana

Ali Bayramov-klubben, var en kvinnoförening i Azerbajdzjanska SSR, aktiv mellan 1920 och 1937.  Den spelade en stor roll i den sovjetiska policyn att upphäva den traditionella muslimska haremstillvaron för kvinnor i Azerbajdzjan, och medverkade i att ge kvinnor yrkesträning och vänja dem vid att visa sig offentligt, slutligen även utan slöja. 

## Bakgrund
Klubben grundades i maj 1920 av Jeyran Bayramova, som namngav den efter sin make, kommunisten Ali Bayramov. Det var den första kvinnoföreningen i Azerbajdzjan, och dess syfte var att lära kvinnor läsa och skriva och ge dem någon form av utbildning, konkret sömnad. I mars 1920 hade Azerbajdzjan anslutits till Sovjetunionen och blev en sovjetrepublik. Föreningen verkade som en statlig organisation under överinseende av folkkommissariatet för utbildning.

## Verksamhet
Vid den tidpunkt Azerbajdzjan blev en sovjetrepublik levde majoriteten av azeriska (muslimska) kvinnor under könssegregering isolerade i harem och beslöjade när de rörde sig utomhus, och deltog bara i offentligheten när de besökte moskén. De var normalt illitterata, arbetade inte och fick inte umgås med män utanför familjen. Dessa regler gällde oavsett samhällsklass, även om vissa azeriska överklassmän tillät sina kvinnliga familjemedlemmar att konversera med icke muslimska män i deras närvaro, och klä sig västerländskt då de reste utomlands eller i närvaro av enbart icke muslimer. Ryssar och icke-muslimer i städerna levde under denna tid under sina egna lagar och egna kvarter. Den första skolan för flickor, Kejsarinnan Alexandras Ryska Muslimska Internatskola för flickor, öppnade inte förrän 1901 och möttes med stort motstånd. 
Hela denna livsstil stod i motsats till de sovjetiska idealen som snabbt hade genomfört jämlikhet mellan könen och förespråkade att alla medborgare skulle bli nyttiga i samhället genom att utbilda sig och delta i arbetslivet, och klubben användes som ett led i den radikala samhällsomvandling som upphävde den gamla kvinnorollen. Staten skänkte år 1922 en lokal till klubben, Mukhtarovpalatset, som tidigare hade tillhört den rika azeriska köpmannen Murtuza Mukhtarov. 
Klubben arrangerade sociala aktiviteter för kvinnor, vilket ökade deras närvaro i offentligheten. Den höll också yrkeskurser för kvinnor, som lärde dem läsa och skriva och gav dem en utbildning i en rad olika yrken som sömmerska, barnmorska, telefonoperatör och kassör. Kombinationen gjorde att muslimska kvinnor i Azerbajdzjan plötsligt deltog i samhällslivet både i arbetsliv och i privat nöjesliv, och krossade haremslivets isolation av kvinnor. Slutligen deltog klubben i hujumkampanjen, som 1929 förbjöd kvinnor att bära slöja, vilket gjorde att kvinnor som tack vare klubbens verksamhet börjat visa sig offentligt nu också gjorde det utan slöja. Ingenting av detta var okontroversiellt och klubben möttes av opposition från muslimska oppositionella, som bland annat attackerade klubbens aktiviteter med kokande vatten, och vissa kvinnor som tog av sig slöjan utsattes för hedersmord av sina familjer.

## Upplösning
Klubben var framgångsrik, men Stalin kände efterhand en viss ambivalens kring jämställdhet mellan könen. År 1930 förklarade Stalin att könen i Sovjet redan var jämlika och att det inte längre fanns någon anledning att arbeta aktivt för frågan, och Zjenotdel och dess motsvarigheter i de olika sovjetrepublikerna började avvecklas. Det följdes av en viss reaktion mot jämställdhet, som då Stalin 1936 förbjöd aborter och homosexualitet och försvårade skilsmässor. År 1937 stängdes klubben.